# Bliesbruck
Bliesbruck – miejscowość i gmina we Francji, w regionie Grand Est, w departamencie Mozela.
Według danych na rok 1990 gminę zamieszkiwało 915 osób, a gęstość zaludnienia wynosiła 84 osób/km² (wśród 2335 gmin Lotaryngii Bliesbruck plasuje się na 392. miejscu pod względem liczby ludności, natomiast pod względem powierzchni na miejscu 542.).